# 真實犯罪
真实犯罪是一种非虛構作品體裁，此類作品主要講述的是真實的犯罪案件以及與犯罪事件相關的人的行為以及犯罪事件對他們的影響。許多真實犯罪類的作品以琼贝妮特·拉姆齐谋杀案、辛普森案等熱門犯罪案件為主題，而其他一些真實犯罪類的作品則講述的是較為冷門的犯罪案件。